# Мантон (Мичиген)
Мантон (Мичиген) (енгл. Manton) град је у америчкој савезној држави Мичиген. По попису становништва из 2010. у њему је живело 1.287 становника.

## Демографија
Према попису становништва из 2010. у граду је живело 1.287 становника, што је 66 (5,4%) становника више него 2000. године.
| Група             | 2000.         | 2010.         |
| Белци             | 1.183 (96,9%) | 1.220 (94,8%) |
| Афроамериканци    | 0 (0,0%)      | 7 (0,5%)      |
| Азијати           | 3 (0,2%)      | 0 (0,0%)      |
| Хиспаноамериканци | 14 (1,1%)     | 30 (2,3%)     |
| Укупно            | 1.221         | 1.287         |